# Zbigniew Boniek
Zbigniew Kazimierz Boniek (IPA: [ˌzbʲiɡnʲɛf kaˌʑiːmʲɛɹ̠ ˈbɔːnʲɛk]), detto Zibì (Bydgoszcz, 3 marzo 1956) è un dirigente sportivo, allenatore di calcio ed ex calciatore polacco, di ruolo centrocampista o attaccante, vicepresidente della UEFA.
Giocatore polifunzionale capace di svolgere ruoli principalmente sia da ala destra che da seconda punta, crebbe nel settore giovanile del Zawisza Bydgoszcz, squadra con cui debuttò nel calcio professionistico nel 1973, militando poi nel Widzew Łódź (1975-1982) con cui vinse i suoi primi trofei, i campionati nazionali nel 1981 e nel 1982. Nell'estate 1982 venne ingaggiato dalla Juventus, club dove andrà a comporre una coppia d'attacco di primo livello con Michel Platini, e dove otterrà i maggiori successi della propria carriera con un campionato di Serie A, una Coppa Italia, una Coppa delle Coppe, una Supercoppa UEFA e una Coppa dei Campioni vinti tra il 1983 e il 1985; divenne il primo calciatore polacco a vincere una competizione confederale nonché uno dei primi provenienti dell'Europa orientale a farlo con una squadra non del proprio Paese d'origine. Nel 1985 si trasferì alla Roma dove rivinse una Coppa Italia e concluse l'attività agonistica due anni più tardi.
Con la nazionale polacca disputò 80 incontri tra il 1976 e il 1988, compresi 6 nel campionato del mondo 1982, torneo in cui giunse al terzo posto e venne ulteriormente inserito nella squadra ideale; segnando 24 reti.
Premiato due volte quale calciatore polacco dell'anno (1978 e 1982) e terzo classificato al Pallone d'oro 1982 – all'epoca la massima posizione raggiunta da un calciatore polacco nella manifestazione, che resistette per i successivi trentanove anni –, Boniek fu inserito dalla Federazione Internazionale di Storia e Statistica del calcio (IFFHS) e da diversi mezzi di comunicazione specializzata quali i britannici World Soccer e The Guardian, il brasiliano Placar e il francese France Football tra i migliori giocatori della storia dei mondiali e, più in generale, del calcio nel XX secolo; essendo ulteriormente inserito sia nel FIFA 100 nel 2004, unico polacco, che nella Hall of Fame FIGC nel 2019.
Allenò quattro club in Italia in diversi periodi tra il 1990 e il 1995 e la propria nazionale nel 2002 durante le qualificazioni al campionato europeo 2004, senza ottenere risultati di rilievo. Conclusa tale attività ha ricoperto diverse cariche dirigenziali nel proprio Paese, inclusa la presidenza della Federazione calcistica della Polonia (PZPN) dal 2012 al 2021.

## Biografia
Fu soprannominato Bello di notte, appellativo attribuitogli dall'Avvocato Gianni Agnelli durante la sua militanza nella Juventus, in riferimento alle sue buone prestazioni in occasione delle partite di coppa dopo il calar del sole.
Stabilitosi prevalentemente in Italia al termine dell'attività agonistica, è suocero del tennista Vincenzo Santopadre.

## Carriera

### Giocatore

#### Club

##### Gli inizi, Widzew Łódź

Boniek capitano del Widzew Łódź nel 1980.

Considerato uno dei più rappresentativi calciatori polacchi nonché uno dei migliori dell'Europa Orientale nella storia dello sport, in patria gioca dapprima nel Zawisza Bydgoszcz, squadra della sua città natale, e poi nel Widzew Łódź, club quest'ultimo di cui arriverà a diventare, nonostante la giovane età, anche capitano.
Con l'undici di Łódź vince due titoli nazionali tra il 1981 e il 1982; in campo internazionale raggiunge come migliore piazzamento gli ottavi di finale della Coppa UEFA 1980-1981 dopo che, nei turni precedenti, il Widzew aveva eliminato quotate compagini quali Manchester Utd e Juventus, quest'ultima sua futura squadra e contro cui, nel retour match di Torino conclusosi ai tiri di rigore, proprio Boniek realizza il tiro decisivo.

##### Juventus
Giunge in Italia dopo il campionato del mondo 1982, diventando il primo giocatore polacco a giocare nel campionato di Serie A insieme al compagno di nazionale Władysław Żmuda il quale, nella stessa stagione, venne tesserato dal Verona.

Boniek (in alto) in azione alla Juventus nel 1983, contrastato dal cagliaritano Lamagni.

Le strade di Boniek e della Juventus si erano incrociate due volte prima del suo approdo in Italia: oltre al summenzionato precedente col Widzew Łódź, ce n'era stato un altro risalente al 1979 quando, a Buenos Aires, era stato convocato da Enzo Bearzot per far parte della selezione “Resto del Mondo” contrapposta in amichevole all'Argentina campione del mondo, al posto dell'infortunato Bettega e di Rummenigge e Blochin, che avevano rinunciato perché impegnati con le rispettive nazionali; in questa occasione era sceso in campo con Tardelli, Cabrini, Causio, Paolo Rossi oltreché Platini, col quale aveva condiviso la stanza in ritiro.
L'arrivo di Boniek alla Juventus, peraltro, è preceduto da un intrigo: infatti il calciatore aveva raggiunto un accordo con la Roma di Dino Viola, che non era andato a buon fine per motivi economici, sicché il 30 aprile 1982 firma a Varsavia il contratto che lo lega ai bianconeri di Giampiero Boniperti. Com'era prassi nei Paesi del blocco orientale, per anni non aveva potuto lasciare la Polonia perché il regolamento della Federazione non consentiva ai giocatori di espatriare, se non dopo una certa età; ma il patron juventino Gianni Agnelli riesce a farlo arrivare in Italia prima del tempo grazie agli investimenti della sua FIAT in Polonia, anticipando così la società capitolina.

Boniek in dribbling in maglia juventina nella finale della Supercoppa UEFA 1984, di cui fu mattatore con la doppietta decisiva.

A Torino il polacco trova, oltre a sei campioni del mondo, anche Platini con il quale si consolida l'intesa nata tre anni prima nella partita-evento di Buenos Aires. Boniek, pur non essendo un realizzatore prolifico come il francese (realizzerà comunque 31 reti in 156 presenze in Serie A, delle quali 14 in 80 partite con la maglia bianconera), risulta sistematicamente decisivo nei grandi appuntamenti europei della formazione piemontese, tanto da guadagnarsi l'appellativo di Bello di notte pronunciato da Agnelli all'atto di presentarlo a Henry Kissinger.
Il 16 maggio 1984 a Basilea segna al 41' il gol-vittoria che consente alla Juventus di battere il Porto e vincere la sua prima e unica Coppa delle Coppe. Il 16 gennaio 1985, a Torino contro il Liverpool campione d'Europa in carica, su di un campo ai limiti della praticabilità a causa della neve, segna una doppietta che consente ai padroni di casa di conquistare la loro prima Supercoppa UEFA.

Da sinistra: Platini, Boniek e Rossi, il reparto d'attacco della plurivittoriosa Juventus di Giovanni Trapattoni nella prima metà degli anni 80.

Durante la finale di Coppa dei Campioni 1984-1985 contro il Liverpool, macchiata dalla strage dell'Heysel, Boniek, indirizzato verso la porta custodita da Grobbelaar, subisce un fallo da Gillespie poco fuori dall'area, ma valutato dal direttore di gara – che si trovava a circa 22 metri dal luogo dell'azione – come dentro l'area, procurandosi così il calcio di rigore poi trasformato da Platini, che porta i bianconeri alla prima vittoria nel torneo. In seguito ai tragici fatti della serata, il polacco dirà di non aver mai sentito suo quel successo, e all'indomani della partita annuncia di voler devolvere il premio partita (circa 100 milioni di lire lordi) alle famiglie delle vittime.

##### Roma
Nell'estate 1985 lascia la Juventus dopo tre anni per trasferirsi alla Roma, pagato 3 miliardi di lire.

Boniek in azione alla Roma nella stagione 1985-1986

La prima stagione con la maglia giallorossa, 1985-1986, è caratterizzata dalla grande rincorsa ai danni proprio dei bianconeri; la squadra di Sven-Göran Eriksson recupera nove punti ai torinesi e Boniek è tra i protagonisti della stagione, giocando a suo dire «il calcio più bello e spettacolare della mia carriera». La rincorsa giallorossa si conclude però il 20 aprile 1986, con la clamorosa sconfitta in casa per 2-3 con il già retrocesso Lecce, che stronca definitivamente i sogni di scudetto dei capitolini; terminerà la stagione con 8 reti e la conquista della Coppa Italia.
Lascia la Roma, ponendo anche fine alla sua carriera da giocatore, dopo altre due stagioni, nelle quali viene impiegato anche a centrocampo nonché da libero.

#### Nazionale
Ha esordito nella Polonia nel 1976; in totale ha segnato 24 reti su 80 presenze. Ha partecipato ai mondiali di Argentina 1978, di Spagna 1982 e di Messico 1986.

Boniek (a sinistra) in maglia polacca nel 1984, in azione sotto lo sguardo dell'italiano Di Gennaro.

Tra di essi, l'edizione 1982 vede il centrocampista come uno dei "protagonisti" sul campo: infatti realizza quattro reti (delle quali una contro il Perù il 22 giugno, e tre nel solo match contro il Belgio del 28 giugno), che spingono la sua nazionale fino alla semifinale persa 0-2 contro l'Italia futura campione del mondo (8 luglio); a quest'ultima partita però il centrocampista non partecipa, per una squalifica cumulativa rimediata nei turni precedenti: infatti era stato ammonito sia nel precedente incontro con l'Italia nella prima fase a gironi, conclusosi sullo 0-0 (14 giugno), sia nella sfida contro l'Unione Sovietica (0-0) del 4 luglio.

### Allenatore e dirigente
Dopo aver smesso l'attività da calciatore, Boniek tenta quella da allenatore, ma con scarsi risultati, iscrivendosi nella stagione 1989-1990 al supercorso di allenatori di Coverciano. Nel 1990-1991 è alla guida del Lecce in Serie A; la stagione si chiude con la retrocessione dei giallorossi in Serie B. Nella stagione 1991-1992 è alla guida del Bari, ancora in massima serie; anche in questo caso l'annata di Boniek si conclude con la retrocessione tra i cadetti. Nell'annata 1992-1993 è chiamato a guidare la Sambenedettese, in Serie C1, ma è esonerato prima della fine del campionato.

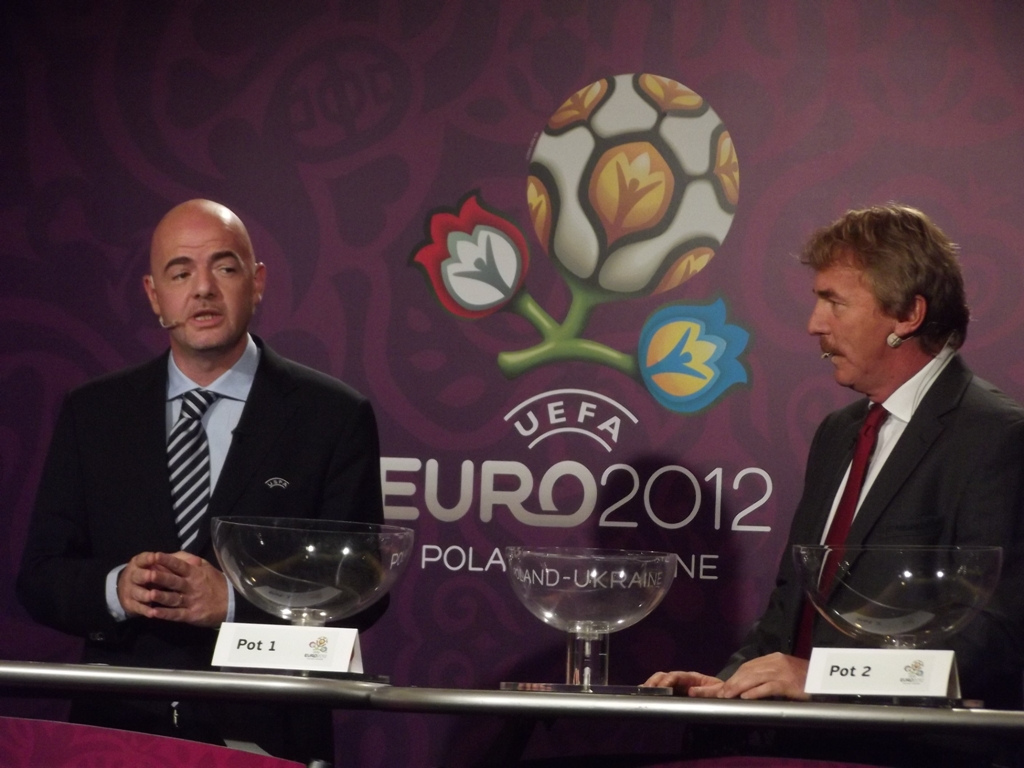
Boniek (a destra), vicepresidente della federcalcio polacca, e il segretario generale dell'UEFA Gianni Infantino nel 2011, al sorteggio del.

Nell'annata 1994-1995 viene chiamato in corsa alla guida dell'Avellino, ancora in Serie C1; la stagione si risolve positivamente: dopo la finale play-off con il Gualdo vinta ai tiri di rigore, la squadra irpina è promossa in Serie B. L'annata successiva è, tuttavia, amara: Boniek è esonerato dopo poche partite.
Nel luglio del 2002 Boniek assume l'incarico di allenatore della Polonia, ma dopo appena 5 gare (di cui 2 vinte, 1 pareggiata e 2 perse) nel dicembre dello stesso anno rassegna le dimissioni.
Dopo essere stato per un lungo periodo vicepresidente della Federazione calcistica della Polonia, il 26 ottobre 2012 diviene presidente della stessa. Lascia questo incarico il 20 aprile 2021, quando viene eletto alla vicepresidenza della UEFA, su indicazione del presidente Aleksander Čeferin, entrando contestualmente a fare parte del Comitato esecutivo della stessa.

### Dopo il ritiro
Nel 2004 fu inserito nella lista FIFA 100, che raccoglie i migliori calciatori viventi: è l'unico calciatore polacco a essere stato inserito in tale elenco. In Polonia è ancora molto noto al grande pubblico. È stato opinionista nelle partite della Confederations Cup 2009 assieme a Jacopo Volpi e Gian Piero Galeazzi; assieme a questo ultimo, per la stagione 2009-2010 è stato commentatore calcistico nella trasmissione Replay. Nel 2010 è stato assieme a Paola Ferrari, Maurizio Costanzo e Gian Piero Galeazzi a Notti Mondiali, in diretta da Piazza di Siena a Roma.
È opinionista televisivo per 90º minuto su Rai 2, dopo esserlo già stato nell'annata 2004-2005. Periodicamente è ospite, nelle vesti di opinionista, nella trasmissione di calcio La Signora in Giallorosso, condotta da Massimo Ruggeri, in onda sull'emittente locale T9. Nell'estate del 2012 è ospite delle varie trasmissioni tematiche della Rai per il campionato d'Europa 2012.
Inizialmente inserito tra i 50 giocatori omaggiati di una stella nella Walk of Fame bianconera allo Juventus Stadium, successivamente Boniek si è visto negare il riconoscimento: i tifosi della squadra piemontese non hanno gradito varie dichiarazioni del polacco sulla sua ex squadra, riassegnando la posizione di Boniek a Edgar Davids dopo una nuova votazione online.

## Statistiche

### Presenze e reti nei club
| Stagione                 | Squadra                  | Campionato               | Campionato | Campionato | Coppe nazionali | Coppe nazionali | Coppe nazionali | Coppe continentali | Coppe continentali | Coppe continentali | Altre coppe | Altre coppe | Altre coppe | Totale | Totale |
| Stagione                 | Squadra                  | Comp                     | Pres       | Reti       | Comp            | Pres            | Reti            | Comp               | Pres               | Reti               | Comp        | Pres        | Reti        | Pres   | Reti   |
| ------------------------ | ------------------------ | ------------------------ | ---------- | ---------- | --------------- | --------------- | --------------- | ------------------ | ------------------ | ------------------ | ----------- | ----------- | ----------- | ------ | ------ |
| 1973-1974                | Zawisza Bydgoszcz        | 2L                       | 3+         | 2          | CP              | ?               | ?               | -                  | -                  | -                  | -           | -           | -           | 3+     | 2+     |
| 1974-1975                | Zawisza Bydgoszcz        | 2L                       | 8+         | 8          | -               | -               | -               | -                  | -                  | -                  | -           | -           | -           | 8+     | 8      |
| Totale Zawisza Bydgoszcz | Totale Zawisza Bydgoszcz | Totale Zawisza Bydgoszcz | 11+        | 10         |                 | -               | -               |                    | -                  | -                  |             | -           | -           | 11+    | 10+    |
| 1975-1976                | Widzew Łódź              | 1L                       | 27         | 7          | -               | -               | -               | -                  | -                  | -                  | -           | -           | -           | 27     | 7      |
| 1976-1977                | Widzew Łódź              | 1L                       | 24         | 9          | CP              | 1               | 0               | -                  | -                  | -                  | -           | -           | -           | 25     | 9      |
| 1977-1978                | Widzew Łódź              | 1L                       | 30         | 11         | CP              | 2               | 1               | CU                 | 4                  | 3                  | -           | -           | -           | 36     | 15     |
| 1978-1979                | Widzew Łódź              | 1L                       | 28         | 4          | CP              | 1               | 1               | -                  | -                  | -                  | -           | -           | -           | 29     | 5      |
| 1979-1980                | Widzew Łódź              | 1L                       | 26         | 10         | CP              | 2               | 1               | CU                 | 2                  | 1                  | -           | -           | -           | 30     | 12     |
| 1980-1981                | Widzew Łódź              | 1L                       | 11         | 1          | CP              | 0               | 0               | CU                 | 5                  | 0                  | -           | -           | -           | 16     | 1      |
| 1981-1982                | Widzew Łódź              | 1L                       | 26         | 8          | CP              | 3               | 2               | CC                 | 2                  | 0                  | -           | -           | -           | 31     | 10     |
| Totale Widzew Łódź       | Totale Widzew Łódź       | Totale Widzew Łódź       | 172        | 50         |                 | 9               | 5               |                    | 13                 | 4                  |             | -           | -           | 194    | 59     |
| 1982-1983                | Juventus                 | A                        | 28         | 5          | CI              | 12              | 3               | CC                 | 9                  | 2                  | -           | -           | -           | 49     | 10     |
| 1983-1984                | Juventus                 | A                        | 27         | 3          | CI              | 6               | 2               | CdC                | 9                  | 4                  | -           | -           | -           | 42     | 9      |
| 1984-1985                | Juventus                 | A                        | 26         | 6          | CI              | 6               | 3               | CC                 | 9                  | 1                  | SU          | 1           | 2           | 42     | 12     |
| Totale Juventus          | Totale Juventus          | Totale Juventus          | 81         | 14         |                 | 24              | 8               |                    | 27                 | 7                  |             | 1           | 2           | 133    | 31     |
| 1985-1986                | Roma                     | A                        | 29         | 7          | CI              | 5               | 1               | -                  | -                  | -                  | -           | -           | -           | 34     | 8      |
| 1986-1987                | Roma                     | A                        | 26         | 4          | CI              | 6               | 4               | CdC                | 2                  | 0                  | -           | -           | -           | 34     | 8      |
| 1987-1988                | Roma                     | A                        | 21         | 6          | CI              | 3               | 1               | -                  | -                  | -                  | -           | -           | -           | 24     | 7      |
| Totale Roma              | Totale Roma              | Totale Roma              | 76         | 17         |                 | 14              | 6               |                    | 2                  | 0                  |             | -           | -           | 92     | 23     |
| Totale carriera          | Totale carriera          | Totale carriera          | 340+       | 91         |                 | 47+             | 19+             |                    | 42                 | 11                 |             | 1           | 2           | 430+   | 123+   |

### Cronologia presenze e reti in nazionale
| Cronologia completa delle presenze e delle reti in nazionale ― Polonia | Cronologia completa delle presenze e delle reti in nazionale ― Polonia | Cronologia completa delle presenze e delle reti in nazionale ― Polonia | Cronologia completa delle presenze e delle reti in nazionale ― Polonia | Cronologia completa delle presenze e delle reti in nazionale ― Polonia | Cronologia completa delle presenze e delle reti in nazionale ― Polonia | Cronologia completa delle presenze e delle reti in nazionale ― Polonia | Cronologia completa delle presenze e delle reti in nazionale ― Polonia |
| Data                                                                   | Città                                                                  | In casa                                                                | Risultato                                                              | Ospiti                                                                 | Competizione                                                           | Reti                                                                   | Note                                                                   |
| ---------------------------------------------------------------------- | ---------------------------------------------------------------------- | ---------------------------------------------------------------------- | ---------------------------------------------------------------------- | ---------------------------------------------------------------------- | ---------------------------------------------------------------------- | ---------------------------------------------------------------------- | ---------------------------------------------------------------------- |
| 24-3-1976                                                              | Chorzów                                                                | Polonia                                                                | 1 – 2                                                                  | Argentina                                                              | Amichevole                                                             | -                                                                      | 64’                                                                    |
| 24-4-1976                                                              | Lens                                                                   | Francia                                                                | 2 – 0                                                                  | Polonia                                                                | Amichevole                                                             | -                                                                      |                                                                        |
| 11-5-1976                                                              | Basilea                                                                | Svizzera                                                               | 2 – 1                                                                  | Polonia                                                                | Amichevole                                                             | 1                                                                      |                                                                        |
| 26-5-1976                                                              | Poznań                                                                 | Polonia                                                                | 0 – 2                                                                  | Irlanda                                                                | Amichevole                                                             | -                                                                      | 46’                                                                    |
| 16-10-1976                                                             | Porto                                                                  | Portogallo                                                             | 0 – 2                                                                  | Polonia                                                                | Qual. Mondiali 1978                                                    | -                                                                      | 76’                                                                    |
| 31-10-1976                                                             | Varsavia                                                               | Polonia                                                                | 5 – 0                                                                  | Cipro                                                                  | Qual. Mondiali 1978                                                    | 1                                                                      |                                                                        |
| 24-4-1977                                                              | Dublino                                                                | Irlanda                                                                | 0 – 0                                                                  | Polonia                                                                | Amichevole                                                             | -                                                                      | 46’                                                                    |
| 1-5-1977                                                               | Copenaghen                                                             | Danimarca                                                              | 1 – 2                                                                  | Polonia                                                                | Qual. Mondiali 1978                                                    | -                                                                      | 88’ 90’                                                                |
| 29-5-1977                                                              | Buenos Aires                                                           | Argentina                                                              | 3 – 1                                                                  | Polonia                                                                | Amichevole                                                             | -                                                                      | 44’                                                                    |
| 10-6-1977                                                              | Lima                                                                   | Perù                                                                   | 1 – 3                                                                  | Polonia                                                                | Amichevole                                                             | -                                                                      | 57’                                                                    |
| 12-6-1977                                                              | La Paz                                                                 | Bolivia                                                                | 1 – 2                                                                  | Polonia                                                                | Amichevole                                                             | -                                                                      |                                                                        |
| 19-6-1977                                                              | San Paolo                                                              | Brasile                                                                | 3 – 1                                                                  | Polonia                                                                | Amichevole                                                             | 1                                                                      | 46’                                                                    |
| 24-8-1977                                                              | Vienna                                                                 | Austria                                                                | 2 – 1                                                                  | Polonia                                                                | Amichevole                                                             | -                                                                      |                                                                        |
| 7-9-1977                                                               | Volgograd                                                              | Unione Sovietica                                                       | 4 – 1                                                                  | Polonia                                                                | Amichevole                                                             | -                                                                      |                                                                        |
| 21-9-1977                                                              | Chorzów                                                                | Polonia                                                                | 4 – 1                                                                  | Danimarca                                                              | Qual. Mondiali 1978                                                    | -                                                                      | 71’                                                                    |
| 29-10-1977                                                             | Chorzów                                                                | Polonia                                                                | 1 – 1                                                                  | Portogallo                                                             | Qual. Mondiali 1978                                                    | -                                                                      | 38’                                                                    |
| 12-11-1977                                                             | Breslavia                                                              | Polonia                                                                | 2 – 1                                                                  | Svezia                                                                 | Amichevole                                                             | -                                                                      |                                                                        |
| 22-3-1978                                                              | Lussemburgo                                                            | Lussemburgo                                                            | 1 – 3                                                                  | Polonia                                                                | Amichevole                                                             | -                                                                      |                                                                        |
| 5-4-1978                                                               | Poznań                                                                 | Polonia                                                                | 5 – 2                                                                  | Grecia                                                                 | Amichevole                                                             | 1                                                                      |                                                                        |
| 12-4-1978                                                              | Łódź                                                                   | Polonia                                                                | 3 – 0                                                                  | Irlanda                                                                | Amichevole                                                             | 1                                                                      |                                                                        |
| 26-4-1978                                                              | Varsavia                                                               | Polonia                                                                | 1 – 0                                                                  | Bulgaria                                                               | Amichevole                                                             | -                                                                      |                                                                        |
| 1-6-1978                                                               | Buenos Aires                                                           | Germania Ovest                                                         | 0 – 0                                                                  | Polonia                                                                | Mondiali 1978 - 1º turno                                               | -                                                                      | 79’                                                                    |
| 6-6-1978                                                               | Rosario                                                                | Polonia                                                                | 1 – 1                                                                  | Tunisia                                                                | Mondiali 1978 - 1º turno                                               | -                                                                      | 76’                                                                    |
| 10-6-1978                                                              | Rosario                                                                | Messico                                                                | 1 – 3                                                                  | Polonia                                                                | Mondiali 1978 - 1º turno                                               | 2                                                                      |                                                                        |
| 14-6-1978                                                              | Rosario                                                                | Argentina                                                              | 2 – 0                                                                  | Polonia                                                                | Mondiali 1978 - 2º turno                                               | -                                                                      |                                                                        |
| 18-6-1978                                                              | Mendoza                                                                | Perù                                                                   | 0 – 1                                                                  | Polonia                                                                | Mondiali 1978 - 2º turno                                               | -                                                                      | 75’ 86’                                                                |
| 21-6-1978                                                              | Mendoza                                                                | Brasile                                                                | 3 – 1                                                                  | Polonia                                                                | Mondiali 1978 - 2º turno                                               | -                                                                      |                                                                        |
| 6-9-1978                                                               | Reykjavík                                                              | Islanda                                                                | 0 – 2                                                                  | Polonia                                                                | Qual. Euro 1980                                                        | -                                                                      |                                                                        |
| 15-11-1978                                                             | Breslavia                                                              | Polonia                                                                | 2 – 0                                                                  | Svizzera                                                               | Qual. Euro 1980                                                        | 1                                                                      |                                                                        |
| 18-2-1979                                                              | Tunisi                                                                 | Tunisia                                                                | 0 – 2                                                                  | Polonia                                                                | Amichevole                                                             | -                                                                      |                                                                        |
| 21-2-1979                                                              | Algeri                                                                 | Algeria                                                                | 0 – 1                                                                  | Polonia                                                                | Amichevole                                                             | -                                                                      |                                                                        |
| 4-4-1979                                                               | Chorzów                                                                | Polonia                                                                | 1 – 1                                                                  | Ungheria                                                               | Amichevole                                                             | -                                                                      |                                                                        |
| 18-4-1979                                                              | Lipsia                                                                 | Germania Est                                                           | 2 – 1                                                                  | Polonia                                                                | Qual. Euro 1980                                                        | 1                                                                      | 1’                                                                     |
| 2-5-1979                                                               | Chorzów                                                                | Polonia                                                                | 2 – 0                                                                  | Paesi Bassi                                                            | Qual. Euro 1980                                                        | 1                                                                      |                                                                        |
| 29-8-1979                                                              | Varsavia                                                               | Polonia                                                                | 3 – 0                                                                  | Romania                                                                | Amichevole                                                             | 1                                                                      |                                                                        |
| 12-9-1979                                                              | Losanna                                                                | Svizzera                                                               | 0 – 2                                                                  | Polonia                                                                | Qual. Euro 1980                                                        | -                                                                      |                                                                        |
| 26-9-1979                                                              | Chorzów                                                                | Polonia                                                                | 1 – 1                                                                  | Germania Est                                                           | Qual. Euro 1980                                                        | -                                                                      | 27’                                                                    |
| 10-10-1979                                                             | Cracovia                                                               | Polonia                                                                | 2 – 0                                                                  | Islanda                                                                | Qual. Euro 1980                                                        | -                                                                      |                                                                        |
| 17-10-1979                                                             | Amsterdam                                                              | Paesi Bassi                                                            | 1 – 1                                                                  | Polonia                                                                | Qual. Euro 1980                                                        | -                                                                      |                                                                        |
| 13-5-1980                                                              | Francoforte sul Meno                                                   | Germania Ovest                                                         | 3 – 1                                                                  | Polonia                                                                | Amichevole                                                             | 1                                                                      |                                                                        |
| 28-5-1980                                                              | Poznań                                                                 | Polonia                                                                | 1 – 0                                                                  | Scozia                                                                 | Amichevole                                                             | 1                                                                      |                                                                        |
| 22-6-1980                                                              | Varsavia                                                               | Polonia                                                                | 3 – 0                                                                  | Iraq                                                                   | Amichevole                                                             | -                                                                      | 73’                                                                    |
| 24-9-1980                                                              | Chorzów                                                                | Polonia                                                                | 1 – 1                                                                  | Cecoslovacchia                                                         | Amichevole                                                             | -                                                                      | Ammonizione                                                            |
| 12-11-1980                                                             | Barcellona                                                             | Spagna                                                                 | 1 – 2                                                                  | Polonia                                                                | Amichevole                                                             | -                                                                      |                                                                        |
| 2-9-1981                                                               | Chorzów                                                                | Polonia                                                                | 0 – 2                                                                  | Germania Ovest                                                         | Amichevole                                                             | -                                                                      |                                                                        |
| 23-9-1981                                                              | Lisbona                                                                | Portogallo                                                             | 2 – 0                                                                  | Polonia                                                                | Amichevole                                                             | -                                                                      |                                                                        |
| 10-10-1981                                                             | Lipsia                                                                 | Germania Est                                                           | 2 – 3                                                                  | Polonia                                                                | Qual. Mondiali 1982                                                    | -                                                                      |                                                                        |
| 28-10-1981                                                             | Buenos Aires                                                           | Argentina                                                              | 1 – 2                                                                  | Polonia                                                                | Amichevole                                                             | 1                                                                      |                                                                        |
| 15-11-1981                                                             | Breslavia                                                              | Polonia                                                                | 6 – 0                                                                  | Malta                                                                  | Qual. Mondiali 1982                                                    | 1                                                                      |                                                                        |
| 18-11-1981                                                             | Łódź                                                                   | Polonia                                                                | 2 – 3                                                                  | Spagna                                                                 | Amichevole                                                             | 1                                                                      |                                                                        |
| 14-6-1982                                                              | Vigo                                                                   | Italia                                                                 | 0 – 0                                                                  | Polonia                                                                | Mondiali 1982 - 1º turno                                               | -                                                                      | 10’                                                                    |
| 19-6-1982                                                              | La Coruña                                                              | Camerun                                                                | 0 – 0                                                                  | Polonia                                                                | Mondiali 1982 - 1º turno                                               | -                                                                      |                                                                        |
| 22-6-1982                                                              | La Coruña                                                              | Polonia                                                                | 5 – 1                                                                  | Perù                                                                   | Mondiali 1982 - 1º turno                                               | 1                                                                      |                                                                        |
| 28-6-1982                                                              | Barcellona                                                             | Belgio                                                                 | 0 – 3                                                                  | Polonia                                                                | Mondiali 1982 - 2º turno                                               | 3                                                                      |                                                                        |
| 4-7-1982                                                               | Barcellona                                                             | Polonia                                                                | 0 – 0                                                                  | Unione Sovietica                                                       | Mondiali 1982 - 2º turno                                               | -                                                                      | 88’                                                                    |
| 10-7-1982                                                              | Alicante                                                               | Francia                                                                | 2 – 3                                                                  | Polonia                                                                | Mondiali 1982 - Finale 3º posto                                        | -                                                                      |                                                                        |
| 8-9-1982                                                               | Kuopio                                                                 | Finlandia                                                              | 2 – 3                                                                  | Polonia                                                                | Qual. Euro 1984                                                        | -                                                                      |                                                                        |
| 10-10-1982                                                             | Lisbona                                                                | Portogallo                                                             | 2 – 1                                                                  | Polonia                                                                | Qual. Euro 1984                                                        | -                                                                      |                                                                        |
| 17-4-1983                                                              | Varsavia                                                               | Polonia                                                                | 1 – 1                                                                  | Finlandia                                                              | Qual. Euro 1984                                                        | -                                                                      |                                                                        |
| 22-5-1983                                                              | Chorzów                                                                | Polonia                                                                | 1 – 1                                                                  | Unione Sovietica                                                       | Qual. Euro 1984                                                        | 1                                                                      |                                                                        |
| 9-10-1983                                                              | Mosca                                                                  | Unione Sovietica                                                       | 2 – 0                                                                  | Polonia                                                                | Qual. Euro 1984                                                        | -                                                                      |                                                                        |
| 27-3-1984                                                              | Zurigo                                                                 | Svizzera                                                               | 1 – 1                                                                  | Polonia                                                                | Amichevole                                                             | 1                                                                      | Ammonizione                                                            |
| 17-4-1984                                                              | Varsavia                                                               | Polonia                                                                | 0 – 1                                                                  | Belgio                                                                 | Amichevole                                                             | -                                                                      |                                                                        |
| 23-5-1984                                                              | Dublino                                                                | Irlanda                                                                | 0 – 0                                                                  | Polonia                                                                | Amichevole                                                             | -                                                                      |                                                                        |
| 17-10-1984                                                             | Zabrze                                                                 | Polonia                                                                | 3 – 1                                                                  | Grecia                                                                 | Qual. Mondiali 1986                                                    | -                                                                      |                                                                        |
| 31-10-1984                                                             | Mielec                                                                 | Polonia                                                                | 2 – 2                                                                  | Albania                                                                | Qual. Mondiali 1986                                                    | -                                                                      |                                                                        |
| 8-12-1984                                                              | Pescara                                                                | Italia                                                                 | 2 – 0                                                                  | Polonia                                                                | Amichevole                                                             | -                                                                      |                                                                        |
| 1-5-1985                                                               | Bruxelles                                                              | Belgio                                                                 | 2 – 0                                                                  | Polonia                                                                | Qual. Mondiali 1986                                                    | -                                                                      | 69’                                                                    |
| 19-5-1985                                                              | Atene                                                                  | Grecia                                                                 | 1 – 4                                                                  | Polonia                                                                | Qual. Mondiali 1986                                                    | 1                                                                      | cap.                                                                   |
| 30-5-1985                                                              | Tirana                                                                 | Albania                                                                | 0 – 1                                                                  | Polonia                                                                | Qual. Mondiali 1986                                                    | 1                                                                      | cap.                                                                   |
| 11-9-1985                                                              | Chorzów                                                                | Polonia                                                                | 0 – 0                                                                  | Belgio                                                                 | Qual. Mondiali 1986                                                    | -                                                                      | cap. 87’                                                               |
| 16-11-1985                                                             | Chorzów                                                                | Polonia                                                                | 1 – 0                                                                  | Italia                                                                 | Amichevole                                                             | -                                                                      | cap.                                                                   |
| 26-3-1986                                                              | Cadice                                                                 | Spagna                                                                 | 3 – 0                                                                  | Polonia                                                                | Amichevole                                                             | -                                                                      | cap.                                                                   |
| 16-5-1986                                                              | Copenaghen                                                             | Danimarca                                                              | 1 – 0                                                                  | Polonia                                                                | Amichevole                                                             | -                                                                      | cap.                                                                   |
| 2-6-1986                                                               | Monterrey                                                              | Marocco                                                                | 0 – 0                                                                  | Polonia                                                                | Mondiali 1986 - 1º turno                                               | -                                                                      | cap.                                                                   |
| 7-6-1986                                                               | Monterrey                                                              | Polonia                                                                | 1 – 0                                                                  | Portogallo                                                             | Mondiali 1986 - 1º turno                                               | -                                                                      | cap.                                                                   |
| 11-6-1986                                                              | Monterrey                                                              | Inghilterra                                                            | 3 – 0                                                                  | Polonia                                                                | Mondiali 1986 - 1º turno                                               | -                                                                      | cap.                                                                   |
| 16-6-1986                                                              | Guadalajara                                                            | Brasile                                                                | 4 – 0                                                                  | Polonia                                                                | Mondiali 1986 - Ottavi di finale                                       | -                                                                      | cap. 30’                                                               |
| 19-11-1986                                                             | Amsterdam                                                              | Paesi Bassi                                                            | 0 – 0                                                                  | Polonia                                                                | Qual. Euro 1988                                                        | -                                                                      | cap.                                                                   |
| 23-3-1988                                                              | Belfast                                                                | Irlanda del Nord                                                       | 1 – 1                                                                  | Polonia                                                                | Amichevole                                                             | -                                                                      | cap.                                                                   |
| Totale                                                                 |                                                                        | Presenze                                                               | 80                                                                     |                                                                        | Reti (8º posto)                                                        | 24                                                                     |                                                                        |

### Statistiche da allenatore

#### Club
| Stagione        | Squadra         | Campionato      | Campionato | Campionato | Campionato | Campionato | Coppe nazionali | Coppe nazionali | Coppe nazionali | Coppe nazionali | Coppe nazionali | Coppe continentali | Coppe continentali | Coppe continentali | Coppe continentali | Coppe continentali | Altre coppe | Altre coppe | Altre coppe | Altre coppe | Altre coppe | Totale | Totale | Totale | Totale | % Vittorie |
| Stagione        | Squadra         | Comp            | G          | V          | N          | P          | Comp            | G               | V               | N               | P               | Comp               | G                  | V                  | N                  | P                  | Comp        | G           | V           | N           | P           | G      | V      | N      | P      | %          |
| --------------- | --------------- | --------------- | ---------- | ---------- | ---------- | ---------- | --------------- | --------------- | --------------- | --------------- | --------------- | ------------------ | ------------------ | ------------------ | ------------------ | ------------------ | ----------- | ----------- | ----------- | ----------- | ----------- | ------ | ------ | ------ | ------ | ---------- |
| 1990-1991       | Lecce           | A               | 34         | 6          | 13         | 15         | CI              | 6               | 2               | 3               | 1               | -                  | -                  | -                  | -                  | -                  | -           | -           | -           | -           | -           | 40     | 8      | 16     | 16     | 20,00      |
| ott. 1991-1992  | Bari            | A               | 29         | 6          | 8          | 15         | CI              | 2               | 0               | 2               | 0               | -                  | -                  | -                  | -                  | -                  | -           | -           | -           | -           | -           | 31     | 6      | 10     | 15     | 19,35      |
| gen.-mar. 1993  | Sambenedettese  | C1              | 10         | 0          | 6          | 4          | CI-C            | 4               | 2               | 2               | 0               | -                  | -                  | -                  | -                  | -                  | -           | -           | -           | -           | -           | 14     | 2      | 8      | 4      | 14,29      |
| mag.-giu. 1995  | Avellino        | C1              | 2+3        | 0+1        | 2+1        | 0+1        | -               | -               | -               | -               | -               | -                  | -                  | -                  | -                  | -                  | -           | -           | -           | -           | -           | 5      | 1      | 3      | 1      | 20,00      |
| ago.-set. 1995  | Avellino        | B               | 4          | 1          | 1          | 2          | CI              | 2               | 1               | 0               | 1               | -                  | -                  | -                  | -                  | -                  | -           | -           | -           | -           | -           | 6      | 2      | 1      | 3      | 33,33      |
| Totale Avellino | Totale Avellino | Totale Avellino | 6+3        | 1+1        | 3+1        | 2+1        |                 | 2               | 1               | 0               | 1               |                    | -                  | -                  | -                  | -                  |             | -           | -           | -           | -           | 11     | 3      | 4      | 4      | 27,27      |
| Totale carriera | Totale carriera | Totale carriera | 82         | 14         | 31         | 37         |                 | 14              | 5               | 7               | 2               |                    | -                  | -                  | -                  | -                  |             | -           | -           | -           | -           | 96     | 19     | 38     | 39     | 19,79      |

#### Nazionale
| Stagione       | Squadra        | Campionato     | Piazzamento    | Andamento | Andamento | Andamento | Andamento | Reti       | Reti | Reti | Reti |
| Stagione       | Squadra        | Campionato     | Piazzamento    | Giocate   | Vittorie  | Pareggi   | Sconfitte | % vittorie | GF   | GS   | DR   |
| -------------- | -------------- | -------------- | -------------- | --------- | --------- | --------- | --------- | ---------- | ---- | ---- | ---- |
| 2002           | Polonia        | Qual. europeo  | Dimissionario  | 2         | 1         | 0         | 1         | 50,00      | 2    | 1    | +1   |
| 2002           | Polonia        | Amichevoli     | Dimissionario  | 3         | 1         | 1         | 1         | 33,33      | 3    | 3    | 0    |
| Totale Polonia | Totale Polonia | Totale Polonia | Totale Polonia | 5         | 2         | 1         | 2         | 40,00      | 5    | 4    | +1   |

#### Panchine da commissario tecnico della nazionale polacca
| Cronologia completa delle presenze e delle reti in nazionale ― Polonia | Cronologia completa delle presenze e delle reti in nazionale ― Polonia | Cronologia completa delle presenze e delle reti in nazionale ― Polonia | Cronologia completa delle presenze e delle reti in nazionale ― Polonia | Cronologia completa delle presenze e delle reti in nazionale ― Polonia | Cronologia completa delle presenze e delle reti in nazionale ― Polonia | Cronologia completa delle presenze e delle reti in nazionale ― Polonia | Cronologia completa delle presenze e delle reti in nazionale ― Polonia |
| Data                                                                   | Città                                                                  | In casa                                                                | Risultato                                                              | Ospiti                                                                 | Competizione                                                           | Reti                                                                   | Note                                                                   |
| ---------------------------------------------------------------------- | ---------------------------------------------------------------------- | ---------------------------------------------------------------------- | ---------------------------------------------------------------------- | ---------------------------------------------------------------------- | ---------------------------------------------------------------------- | ---------------------------------------------------------------------- | ---------------------------------------------------------------------- |
| 21-8-2002                                                              | Stettino                                                               | Polonia                                                                | 1 – 1                                                                  | Belgio                                                                 | Amichevole                                                             | Radosław Murawski                                                      | Cap: M. Żewłakow                                                       |
| 7-9-2002                                                               | Serravalle                                                             | San Marino                                                             | 0 – 2                                                                  | Polonia                                                                | Qual. Euro 2004                                                        | Paweł Kaczorowski Mariusz Kukiełka                                     | Cap: M. Żewłakow                                                       |
| 12-10-2002                                                             | Varsavia                                                               | Polonia                                                                | 0 – 1                                                                  | Lettonia                                                               | Qual. Euro 2004                                                        | -                                                                      | Cap: M. Żewłakow                                                       |
| 16-10-2002                                                             | Ostrowiec                                                              | Polonia                                                                | 2 – 0                                                                  | Nuova Zelanda                                                          | Amichevole                                                             | Krzysztof Ratajczyk Mariusz Kukiełka                                   | Cap: M. Żewłakow                                                       |
| 20-11-2002                                                             | Copenaghen                                                             | Danimarca                                                              | 2 – 0                                                                  | Polonia                                                                | Amichevole                                                             | -                                                                      | Cap: M. Żewłakow                                                       |
| Totale                                                                 |                                                                        | Presenze                                                               | 5                                                                      |                                                                        | Reti                                                                   | 5                                                                      |                                                                        |

## Palmarès

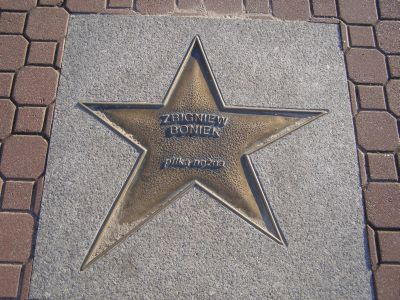
La Boniek Star a Władysławowo

### Giocatore

#### Club

##### Competizioni nazionali
- Campionato polacco: 2

Widzew Łódź: 1980-1981, 1981-1982
- Coppa Italia: 2

Juventus: 1982-1983
Roma: 1985-1986
- Campionato italiano: 1

Juventus: 1983-1984

##### Competizioni internazionali
- Coppa delle Coppe: 1

Juventus: 1983-1984
- Supercoppa UEFA: 1

Juventus: 1984
- Coppa dei Campioni: 1

Juventus: 1984-1985

#### Individuale
- Calciatore polacco dell'anno: 2

1978, 1982
- All-Star Team dei Mondiali: 1[2]

Spagna 1982
- FIFA 100

2004
- UEFA Golden Jubilee Poll Top 250: 1[33]

2004 (Periodo 1974-1983)
- Golden Foot Legends Award: 1

2009
- FAI International Football Awards: 1[34]

2012
- Inserito nella Hall of Fame del calcio italiano nella categoria Giocatore straniero[9]

2019